# Full Throttle
A Full Throttle a LucasArts egyik híres point-and-click kalandjátéka. A játék 1995. április 30-án jelent meg, és a SCUMM motort használja.
Tim Schafer jelenlegi stúdiója, a Double Fine Productions a játék felújításán (Full Throttle Remastered) dolgozik PlayStation 4, PlayStation Vita, Windows, X és Linux rendszerekre, a megjelenés 2017. április 18-ra lett kihirdetve.

## Játékmenet
A játékos Bent irányítja, a Polecats (egyes fordításokban Vasmacskák) nevű motorosbanda vezérét.
A bal egérgomb kattintásával mozgathatjuk Ben-t, a nyomva tartásával  behozhatjuk a menüt. Egy lángoló koponya grafikáját láthatjuk mellette egy kezet (Használat, Megragadás, Ütés) és egy lábat (Rúgás). A Koponya szemére kattintva megvizsgálhatunk dolgokat, a szájára kattintva a szánkba vehetünk dolgokat és beszélhetünk emberekkel. Ez a Vasmacskák emblémája, ahogy a tagok tetoválásán láthatjuk. Legtöbbször a nálunk lévő tárgyakat használhatjuk, a játéktéren található tárgyakkal, de a játéknak több olyan része is van, ahol vezetnünk kell, vagy motoron vezetve oldalra csapkodni a mellettünk száguldó rivális bandatagot, a játék elején ököllel, később deszkákkal, majd egyre  veszélyesebb – és így nagyobb sebzést okozó – fegyverekkel. A játékban van esélyünk rossz párbeszéd opciót választani vagy túl lassan reagálni és ezzel megölni a főszereplőt. Ilyenkor általában újra próbálkozhatunk, hisz nincs élet számláló.

## Történet
|  | Alább a cselekmény részletei következnek! |

Egy disztópikus jövőben Ben a Polecats motorosbanda vezetője a 9-es országúton összefut egy hosszú limuzinnal. A jármű belsejében Malcolm Corley utazik, az utolsó motorgyártó cég, a Corley Motors vezetője. Malcolm éppen arról tárgyal a cég  alelnökével, Adrian Ripburgerrel, hogy egy motorosbandának kéne kísérnie őket a következő Corley Motors találkozóra. Malcolm nem ért egyet, de Adrian azzal győzködi, hogy ez mutatná a jó kapcsolatukat az ügyfelekkel. Ekkor érkezik meg Ben és bandája, Ben átugrat a járművön és összetöri a limuzin orrán díszelgő angyalkát. Ezzel a Corley Motors vezetőjét lenyűgözi a banda, és kijelenti, hogy ez az egyetlen motoros banda, aki kísérheti őket, és utasítja a sofőrt, hogy kövesse őket (itt következik a játék bevezetője, a The Gone Jackals – Legacy című számával a háttérben). Ben a bandájával egy útszéli kocsmában áll meg pihenni. Malcolm Corley összebarátkozik a Vasmacskákkal, és motoros történeteket mesél. Ripburger megszakítja a csevegést, és rátér az üzletre, de Ben visszautasítja, mivel a Vasmacskákat nem lehet megvenni díszkíséretnek. Ezért Ripburger hátrahívja megbeszélni a "részleteket", és így a banda és Malcolm tudta nélkül, Ripburger testőrei leütik, és a kocsma mögötti szemetesbe dobják. Miután magához tér, Ben egyből követni akarja őket, a kocsmárostól megtudja, hogy egy kelepcéről beszéltek, ezért nincs vesztegetni való ideje, egyből motorra pattan, ám útközben kiderül, hogy meglazították a motorja kerekét, és így balesetet szenved. Egy Miranda nevű riporter talál rá, aki elviszi egy női szerelőhöz, Maureenhez (röviden "Mo"), aki felajánlja, hogy ingyen megcsinálja Ben motorját, ha ő összeszedi neki a hiányzó darabokat.
Miranda egy út menti pihenőben készít fotókat, és lencsevégre kapja, ahogy Ripburger halálra veri Malcolmot. Ripburger egyik segédje Bolus (Corley sofőrje és biztonsági őre; Bolus és Nestor titkon összejátszanak Ripburgerrel, ők segítettek kiütni Ben-t.) Meglátja Mirandát és elveszi a fényképezőjét. Ben megtalálja Malcolmot a pihenő mellett, a saját vértócsájában. Malcolm még él, éppen hogy el tudja mondani utolsó szavait Bennek, mielőtt végleg eltávozik: Ripburger át akarja venni a cégét, hogy kisbuszokat gyártson motorok helyett. Malcolm Benre bízza, hogy keresse meg a lányát, aki mint kiderül a nemrég megismert Maureen.
Ben bandáját bebörtönözték, és őt is körözi a rendőrség a Corley gyilkosság kapcsán, de Ben megpróbálja tisztázni a nevét, és megakadályozni az ország utolsó motorgyártójának kisbusz forgalmazóvá válását. A sivatagon keresztülhajt, ahol sok egyéb bandával, és "Father Torque"-val  találkozik, aki a Vasmacskák előző bandavezére volt.
Ben és Maureen végül leleplezik Ripburgert a képekkel, amit Miranda csinált a gyilkosságról, és bemutatják Malcolm Corley valódi végrendeletét, miszerint Maureen a cég vezetője. Ripburger elmenekül. Maureen és Ben elhajtanak, de Ripburger még egyszer utoljára megpróbálja leszorítani őket az útról a kamionjával. A "Keselyűk" nevű banda segítségével, akik közé Maureen is tartozik, sikerül ezt megakadályozni. Az utolsó játékrész után Ripburger lezuhan és meghal. Ezután Corley temetése következik, ahol Father Torque mondja a beszédet. Ezzel a Vasmacskák neve tisztázódik, Maureen megkapja a céget és minden a helyére kerül...
|  | Itt a vége a cselekmény részletezésének! |